# Charles Jordan
Charles C. Jordan (Indianapolis, 31 gennaio 1954 – Indianapolis, 10 novembre 2023) è stato un cestista statunitense, professionista nella ABA, in Francia e in Italia.